# Reginald Theodore Carlos Hoidge
Reginald Theodore Carlos Hoidge, kanadski letalski častnik, vojaški pilot in letalski as, * 28. julij 1894, Toronto, † 1. marec 1963, New York.
Stotnik Hoidge je v svoji vojaški službi dosegel 28 zračnih zmag.

## Življenjepis
Med prvo svetovno vojno je bil pripadnik 1., nato pa 56. eskadrilje Kraljevega letalskega korpusa.

## Odlikovanja
- Military Cross (MC) s ploščico